# اوتسو یوریشیگه
اوتسو یوریشیگه (به ژاپنی: 宇津頼重); سامورایی اهل ژاپن در اواخر دوره سنگوکو و دوره آزوچی-مومویاما بود. وی صاحب قلعه اوتسو در ولایت آوا امروزه استان توکوشیما بود.